# Anna (Go to Him)
Az Anna (Go to Him) egy dal, melyet eredetileg Arthur Alexander írt és adott elő. A dal a Dot Recordsnál jelent meg 1962. szeptember 17-én. A dalt a következő évben a Beatles vette fel, majd 1963 márciusában a dal megjelent az együttes Please Please Me c. albumán.

## Kritikák
Richie Unterberger, az AllMusic kritikusa:
Az "Anna" egyike volt a korai idők nagy balladáinak, még akkor is, ha a csengő barázdája közelebb állt egy közepes tempójú dalhoz, mint egy lassú ballada.
Dave Marsh kritikus az Anna c. dalt az egyik legjobb kislemeznek minősíti.

## Közreműködött

### A Beatles-féle verzióban[2]
- Ének: John Lennon
- Háttérvokál: Paul McCartney, George Harrison

Hangszerek:
- John Lennon: akusztikus ritmusgitár
- Paul McCartney: basszusgitár
- George Harrison: gitár
- Ringo Starr: dob